# 本寿院付き大奥女中
本寿院付き大奥女中（ほんじいんつき おおおくじょちゅう）では、江戸幕府13代将軍徳川家定の生母本寿院に仕えた大奥女中を詳述する。史料上の最終役職順で列挙する。

## 御年寄
岩尾（いわお、生没年不詳）は、幕末の江戸幕府大奥女中。父は河野氏。宿元は甥の河野松之助。
当初は本寿院に御年寄筆頭として仕えた。

## 御中﨟
てつ（生没年不詳）は、幕末の江戸幕府大奥女中。手津と表記される。父は旗本の長屋景福。宿元は弟の長屋陽一郎。
当初は本寿院付きの御中﨟として仕えた。
| スタブアイコン | サブスタブ | この項目は、まだ閲覧者の調べものの参照としては役立たない、人物に関連した書きかけの項目です。この項目を加筆・訂正などしてくださる協力者を求めています（P:人物伝/PJ:人物伝）。 |